# 横須賀市立池上中学校
横須賀市立池上中学校（よこすかしりつ いけがみちゅうがっこう）とは、神奈川県横須賀市池上にある市立中学校。

## 沿革
- 1947年（昭和22年）3月31日 - 開校。
- 1970年（昭和45年） - 公郷分校を設置。
- 1971年（昭和46年）4月 - 公郷分校が横須賀市立公郷中学校として独立。
- 1978年（昭和53年）3月25日 - 横須賀市立衣笠中学校を分離。

## 通学区域
2014年度は以下の通りである。
- 山中町
- 金谷1丁目、2丁目（2番～4番、11番を除く）、3丁目（4番～6番を除く）
- 池上
- 阿部倉
- 平作4丁目、5丁目、6丁目の内8番、7丁目の内1番～3番、8丁目

また、坂本町5、6丁目は横須賀市立坂本中学校の通学区域であるが、通うことができる。

## 進学前小学校
- 横須賀市立池上小学校 - 全域

また、公立学校選択制により、以下の学校からも進学できる。
- 横須賀市立船越小学校
- 横須賀市立田浦小学校
- 横須賀市立長浦小学校
- 横須賀市立逸見小学校
- 横須賀市立沢山小学校
- 横須賀市立桜小学校
- 横須賀市立汐入小学校
- 横須賀市立公郷小学校
- 横須賀市立森崎小学校
- 横須賀市立城北小学校
- 横須賀市立衣笠小学校
- 横須賀市立大矢部小学校 - 大矢部中学校が通学区域の地域
- 横須賀市立荻野小学校 - 大楠中学校が通学区域の地域
- 横須賀市立大楠小学校

## 交通
- 京浜急行バス
  - 中学正門前バス停よりすぐ
  - 池上小学校バス停より徒歩2分
  - 池上中学バス停より徒歩4分

## 著名な出身者
- 齋藤隆（元海上自衛官、総合幕僚長）
- 石立鉄男（俳優）
- 坂本堤（弁護士）2年のとき横須賀市立公郷中学校に転校